# Platylabus neglectus
Platylabus neglectus là một loài tò vò trong họ Ichneumonidae.